# Оношко, Алла Ивановна
Алла Ивановна Оношко (17 апреля 1924, Гуляйполе, Екатеринославская губерния — 11 апреля 1944, Варнутка, Крымская АССР) — советская разведчица-парашютистка Приморской армии.

## Биография
Родилась 17 апреля 1924 года в семье военнослужащего и актрисы в селе Гуляйполе Запорожской области.. После смерти отца воспитывалась в семье бабушки. В 1939—1940 годах они жили в Севастополе, мать работала в театре Черноморского флота, Алла училась в школе № 8.
С началом Великой Отечественной войны училась на курсах медсестер, и после их окончания в 1943 году направлена в разведывательное управление Отдельной Приморской армии.
С целью сбора развединформации об обороне противника в районе Севастополя и установления связи с местным населением в районе села Вапнутка были сброшены две парашютистки-разведчицы Отдельной Приморской Армии — Алла Оношко и радистка Луиза («Вера») Березина. Погибла Алла 11 апреля 1944 года на скалах возле села Гончарного при выполнении боевого задания во время парашютного прыжка. Парашют Оношко не раскрылся. 

Её похоронили в деревне Варнутка (старое название села Гончарное), возле школы. А в 1945 году её перезахоронили в Севастополе на кладбище Коммунаров.

## Награды, память
В мае 1944 года. А. Оношко была посмертно награждена орденом Отечественной войны 2-й степени.
22 декабря 1954 года улица Нижне-Кряжева в Нахимовском районе Севастополе переименована в улицу Аллы Оношко. Аннотационная доска установлена на доме № 7.
В июле 1975 решением Совета министров Украинской ССР Севастопольской средней школе № 8 присвоено имя Аллы Оношко.
22 июня 2006 года на Северной стороне Севастополя открыт памятный знак, посвященный разведчице. Финансирование проекта финансировалось супругами Гаврилюков. Знак представляет собой купол парашюта с оборванными стропами, на котором стоит скала. Табличка знака бесплатно изготовлена в мастерской Покровского собора.

## Список литературы
- А. М. Чикин. Севастополь. Историко-литературный справочник. «Вебер». Севастополь. 2008. ISBN 978-966-335-102-5. стр. 390.